# العلاقات العمانية الفنلندية
العلاقات العمانية الفنلندية هي العلاقات الثنائية التي تجمع بين سلطنة عمان وفنلندا.

## مقارنة بين البلدين
هذه مقارنة عامة ومرجعية للدولتين:
| وجه المقارنة                                              | سلطنة عمان    | فنلندا                                                                               |
| --------------------------------------------------------- | ------------- | ------------------------------------------------------------------------------------ |
| المساحة (كم2)                                             | 309.50 ألف    | 338.42 ألف                                                                           |
| عدد السكان (نسمة)                                         | 4.64 مليون    | 5.52 مليون                                                                           |
| الكثافة السكانية (ن./كم²)                                 | 14.99         | 16.31                                                                                |
| العاصمة                                                   | مسقط          | هلسنكي                                                                               |
| اللغة الرسمية                                             | اللغة العربية | اللغة الفنلندية، اللغة السويدية                                                      |
| العملة                                                    | ريال عماني    | يورو، ماركا فنلندية                                                                  |
| الناتج المحلي الإجمالي (بليون دولار)                      | 72.64 مليار   | 251.88 مليار                                                                         |
| الناتج المحلي الإجمالي (تعادل القوة الشرائية) بليون دولار | 179.49 مليار  | 231.84 مليار                                                                         |
| الناتج المحلي الإجمالي الاسمي للفرد دولار أمريكي          | 15.55 ألف     | 42.31 ألف                                                                            |
| الناتج المحلي الإجمالي للفرد دولار أمريكي                 | 38.63 ألف     | 40.68 ألف                                                                            |
| مؤشر التنمية البشرية                                      | 0.793         | 0.883                                                                                |
| رمز المكالمات الدولي                                      | +968          | +358                                                                                 |
| رمز الإنترنت                                              | عمان          | .fi                                                                                  |
| المنطقة الزمنية                                           | ت ع م+04:00   | ت ع م+02:00، ت ع م+03:00، أوروبا/هلسنكي ‏، توقيت شرق أوروبا، توقيت شرق أوروبا الصيفي ‏ |

## منظمات دولية مشتركة
يشترك البلدان في عضوية مجموعة من المنظمات الدولية، منها:
| علم المنظمة | اسم المنظمة                               | تاريخ انضمام سلطنة عمان | تاريخ انضمام فنلندا |
| ----------- | ----------------------------------------- | ----------------------- | ------------------- |
|             | مؤسسة التنمية الدولية                     | 1973                    | 29 ديسمبر 1960      |
|             | يونسكو                                    | 10 فبراير 1972          | 10 أكتوبر 1956      |
|             | وكالة ضمان الاستثمار متعدد الأطراف        | 1989                    | 28 ديسمبر 1988      |
|             | الأمم المتحدة                             | 7 أكتوبر 1971           | 14 ديسمبر 1955      |
|             | الفريق المعني برصد الأرض                  | ?                       | ?                   |
|             | الاتحاد البريدي العالمي                   | ?                       | ?                   |
|             | البنك الدولي للإنشاء والتعمير             | 1971                    | 14 يناير 1948       |
|             | المنظمة الهيدروغرافية الدولية             | ?                       | ?                   |
|             | الاتحاد الدولي للاتصالات                  | 28 أبريل 1972           | 1 سبتمبر 1920       |
|             | منظمة حظر الأسلحة الكيميائية              | ?                       | ?                   |
|             | مؤسسة التمويل الدولية                     | 1973                    | 20 يوليو 1956       |
|             | المركز الدولي لتسوية المنازعات الاستشارية | 1995                    | 8 فبراير 1969       |
|             | منظمة التجارة العالمية                    | 2000                    | 1995                |
|             | منظمة الشرطة الجنائية الدولية             | ?                       | ?                   |

## وصلات خارجية
- موقع وزارة الخارجية العمانية
- موقع وزارة الخارجية الفنلندية